# Campillo de Aranda
Campillo de Aranda es un municipio y localidad española de la provincia de Burgos, en la comunidad autónoma de Castilla y León, comarca de la Ribera del Duero, partido judicial de Aranda.

## Geografía
Es un pueblo situado en el sur de la provincia de Burgos en la vertiente atlántica, a 908 m s. n. m., a unos 88 km de la ciudad de Burgos y 8 km de Aranda de Duero. Al pie de (El Blanco-921 m s. n. m.), mirador de La Ribera.
Dista 88 km de la capital, por Autovía del Norte  de Madrid a Irún.
El término municipal confina al N con los municipios de Castrillo de la Vega y Aranda de Duero; al E con Milagros; al S con Torregalindo; y al O con Hontangas y Haza.

## Historia
Villa, perteneciente a la antigua Jurisdicción de Torregalindo en el Partido de Aranda de Duero, con jurisdicción, de señorío ejercida por el Duque de Siruelo quien nombraba su alcalde ordinario.
A la caída del Antiguo Régimen queda constituida como ayuntamiento constitucional del mismo nombre en el partido de Aranda de Duero, región de Castilla la Vieja, que en el censo de la matrícula catastral contaba con 125 hogares y 501 vecinos.

## Demografía
Campillo de Aranda cuenta con una población de 172 habitantes (INE 2024).
| Gráfica de evolución demográfica de Campillo de Aranda entre 1842 y 2021                                                                                         |
| |
| Población de derecho según los censos de población del INE. Población de hecho según los censos de población del INE.En este censo se denominaba Campillo: 1842. |

| 1991 |  | 1996 |  | 2001 |  | 2004 |
| ---- |  | ---- |  | ---- |  | ---- |
| 183  |  | 200  |  | 202  |  | 186  |

## Cultura

### Patrimonio

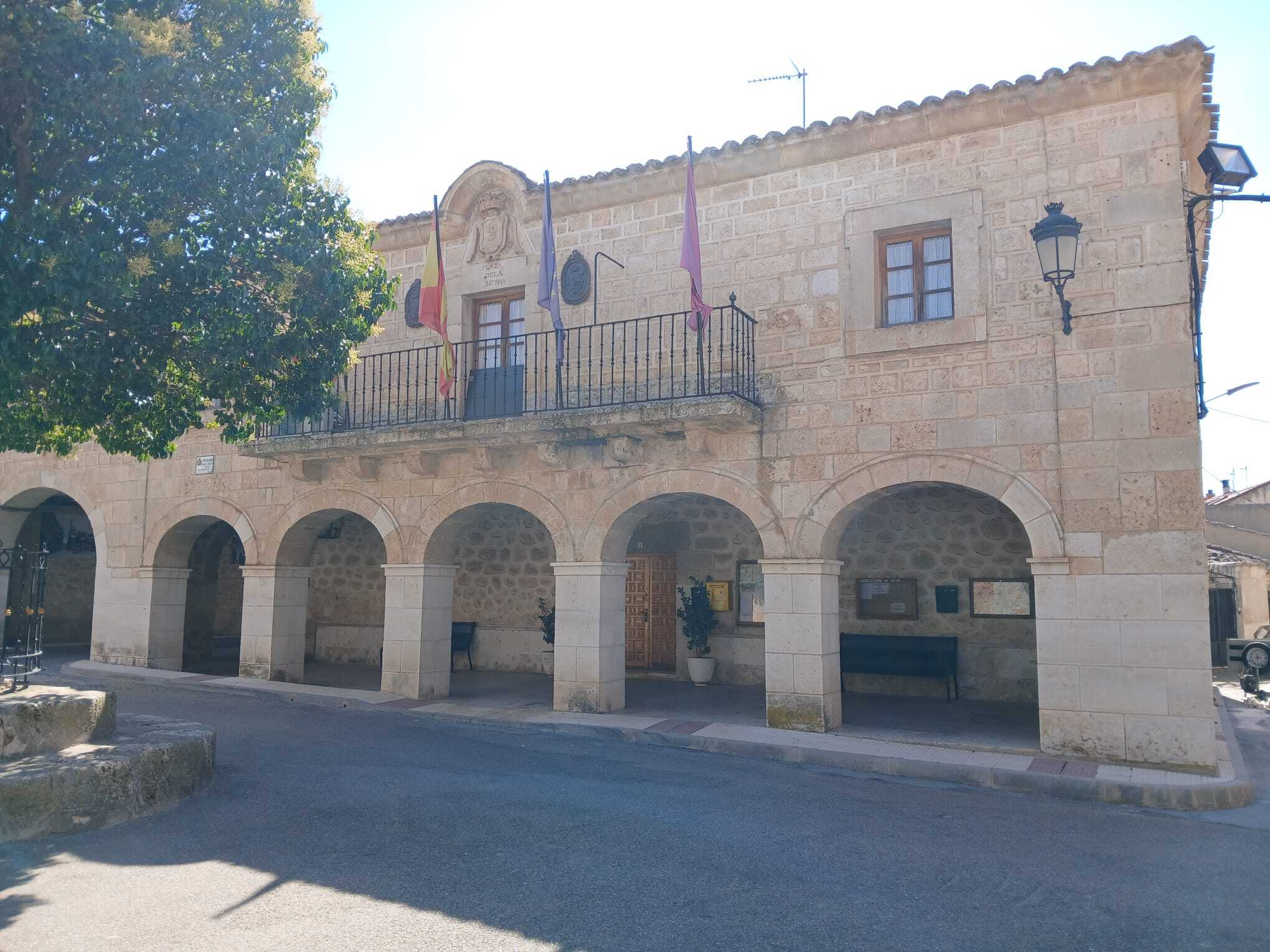
Casa consistorial

Iglesia parroquial de la Asunción de Nuestra Señora, en el arciprestazgo de Roa, diócesis de Burgos. De esta parroquia depende la localidad vecina de Torregalindo.

### Fiestas y costumbres
Campillo es famosa por sus fiestas en honor a la Virgen de la Asunción y San Roque. Hace muchos años un borracho creyó ver en la charca del Navajo una ballena, pero realmente era una silla para montar a caballo. Desde entonces los jóvenes del pueblo hacen una ballena con diversos materiales (sacos, papel, cuerda, pintura...). Se quema el último día de fiestas al finalizar la verbena y es saltada por la gente del pueblo.